# Sam Dillemans
Sam Dillemans est un peintre belge né à Louvain le 17 janvier 1965 .

## Biographie
Après l’athénée, il étudie dans plusieurs académies de Belgique et de l’étranger. Il obtient un diplôme national supérieur d'expression plastique à l’École Supérieure d’Art de Tourcoing. Il enseigne le dessin et la peinture à l’académie royale des beaux-arts d'Anvers et a été professeur invité à l’Institut supérieur des Beaux-Arts de Flandre, également à Anvers.
Il vit et travaille aujourd’hui à Borgerhout, Anvers.
Un documentaire sur son travail et sa vie, La Folie du détail, présenté dans la catégorie « documentaire de création » au 21e Festival international des programmes audiovisuels de Biarritz en 2008,  y remporte le FIPA d'or du meilleur documentaire de création,.

## Œuvre
Il pratique une peinture fortement matiériste, avec une palette où dominent les noirs et les gris.
Inspiré par la figure humaine, il réalise essentiellement des nus et des portraits, tels ceux d’anciens auteurs ou peintres (Dashiell Hammett, Franz Kafka, Ingres...).

## Expositions
- Classical beauty, Musée royal des beaux-arts d'Anvers, Antwerp, 1994
- Belgian Art 1945-1999, Varsovie, Pologne, 1999
- International Young Art, Art Link Sotheby's, Chicago, Vienne, et Tel Aviv, 2000
- 14+4, Kunt aus den EU-Ländern, Breuner Palace, Vienne, 2000
- Sam Dillemans, Rubenshuis, Anvers, 2005
- Sam Dillemans, paintings 2003-2009, Anvers, 2009
- Sam Dillemans, Authors, Paintings 2010-2012, Château de Gaasbeek, 2013[4],[3]

## Prix
- Prix Dirk Bouts, 1980
- Prix Maurits Naessens Meise, 1991
- Prix Jules Bernaerts, 1992

## Monographies
- Jozef Deleu, Marc Ruyters, Sam Dillemans, Anvers, Belgique, Rubenhuis, 2005, 88 p.
- Jon Thompson, Sam Dillemans. The authentic world, Gand, Belgique, Ludion, 2008, 191 p.  (ISBN 978-90-5544-720-6)
- Luc Vanackere, Sam Dillemans, Authors. Paintings 2010-2012, Tielt, Belgique, Éditions Lannoo, 2013, 222 p.  (ISBN 978-94-90693-99-2)